# Boga de la libertad
El Boga de la libertad, también conocido como el "Monumento al pescador", es un monumento en la ciudad Tolimense de Honda, diseñada por el maestro Héctor Lombana e instalada en el 4 de abril de 1992.
El monumento, ubicada glorieta El Carmen, es una de los monumentos más característicos de la ciudad. El monumento es un homenaje a los pescadores de honda, de gran importancia cultural y económica de honda. Si bien el monumento ha recibido varias criticar por no representar al típico pescador de la región pues su forma es la de un pigmeo africano.

## Historia
El monumento fue diseñado por el maestro cartagenero Héctor Lombana, célebre creador de la escultura "India Catalina" del Festival Internacional de Cine de Cartagena de Indias. Según contó el propio autor, la escultura fue creada en el año de 1960 y la tuvo guardada durante 32 años, hasta que debido a la petición de varias personalidades de Honda, decidió donarla a la ciudad, pidiendo únicamente el pago de 5 millones de pesos, equivalentes al valor de los materiales y la mano de obra, pues la obra estaba valorada en 17 millones.
El monumento fue pensado originalmente por Álvaro Cepeda Samudio en la ciudad de Barranquilla y creada por Lombana, el cual se basó en la obra "Negroide" de Candelario Obeso. Debido a la muerte de Cepeda, la escultura nunca fue colocada sino hasta el regreso de Lombana a Colombia y a su donación del monumento a la ciudad de Honda.
El monumento fue inaugurado finalmente el 3 de abril de 1992 durante un acto inaugural en el que asistió el mismo Lombana y en el que decidió cambiarle el nombre del monumento al de Boga de la Libertad.

## Galería

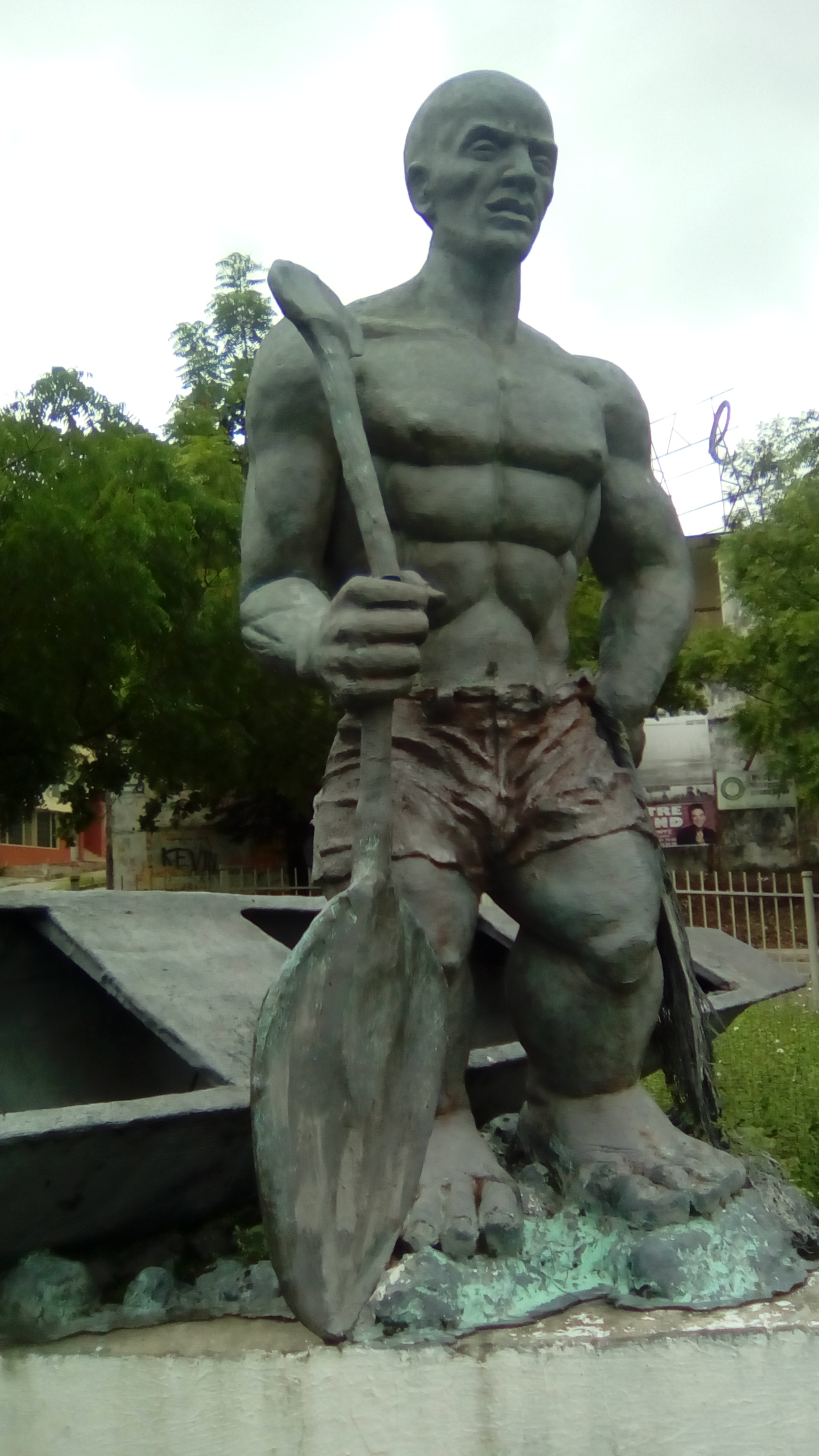
Monumento al Boga de la Libertad
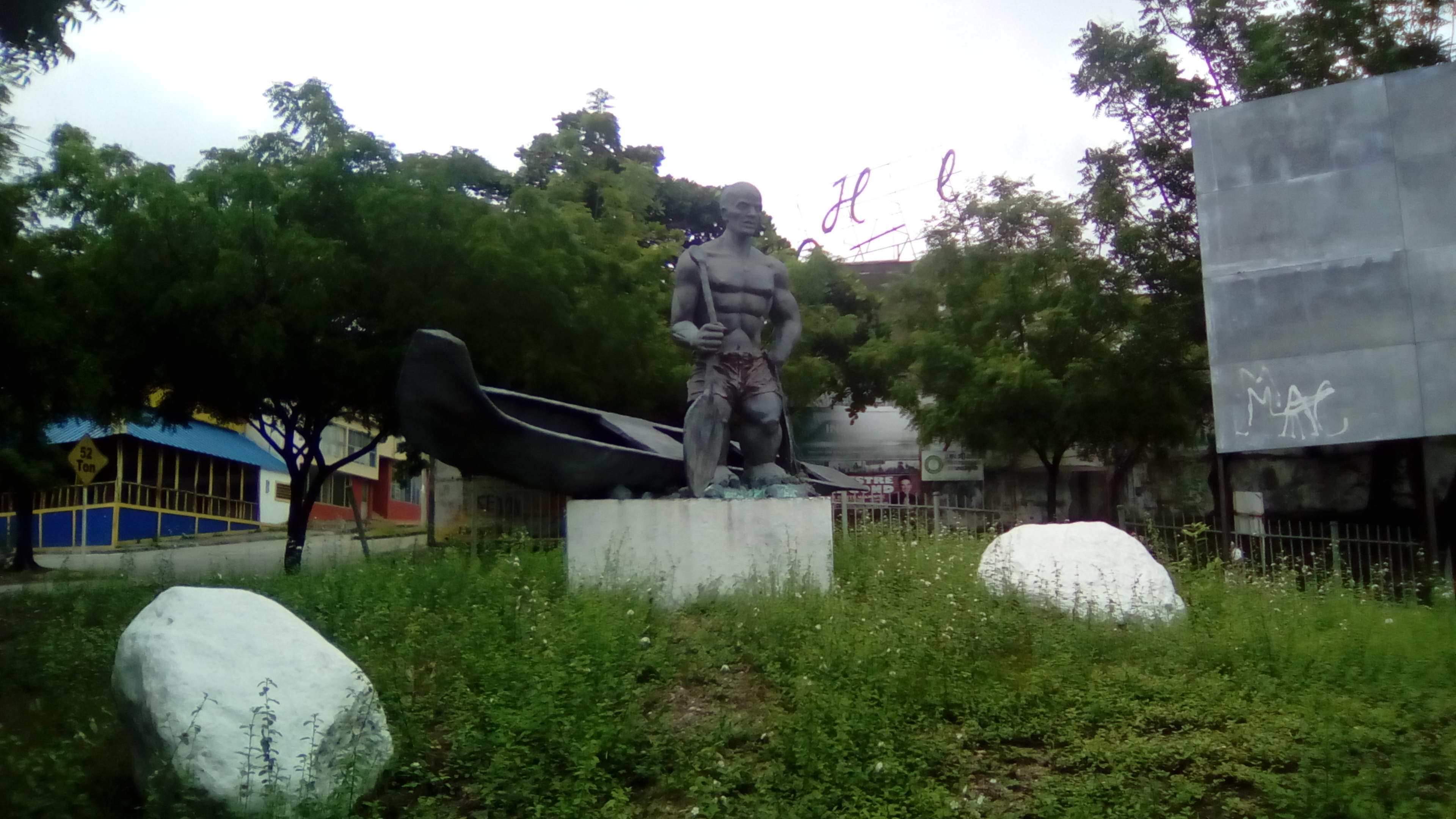
Monumento al Boga de la Libertad
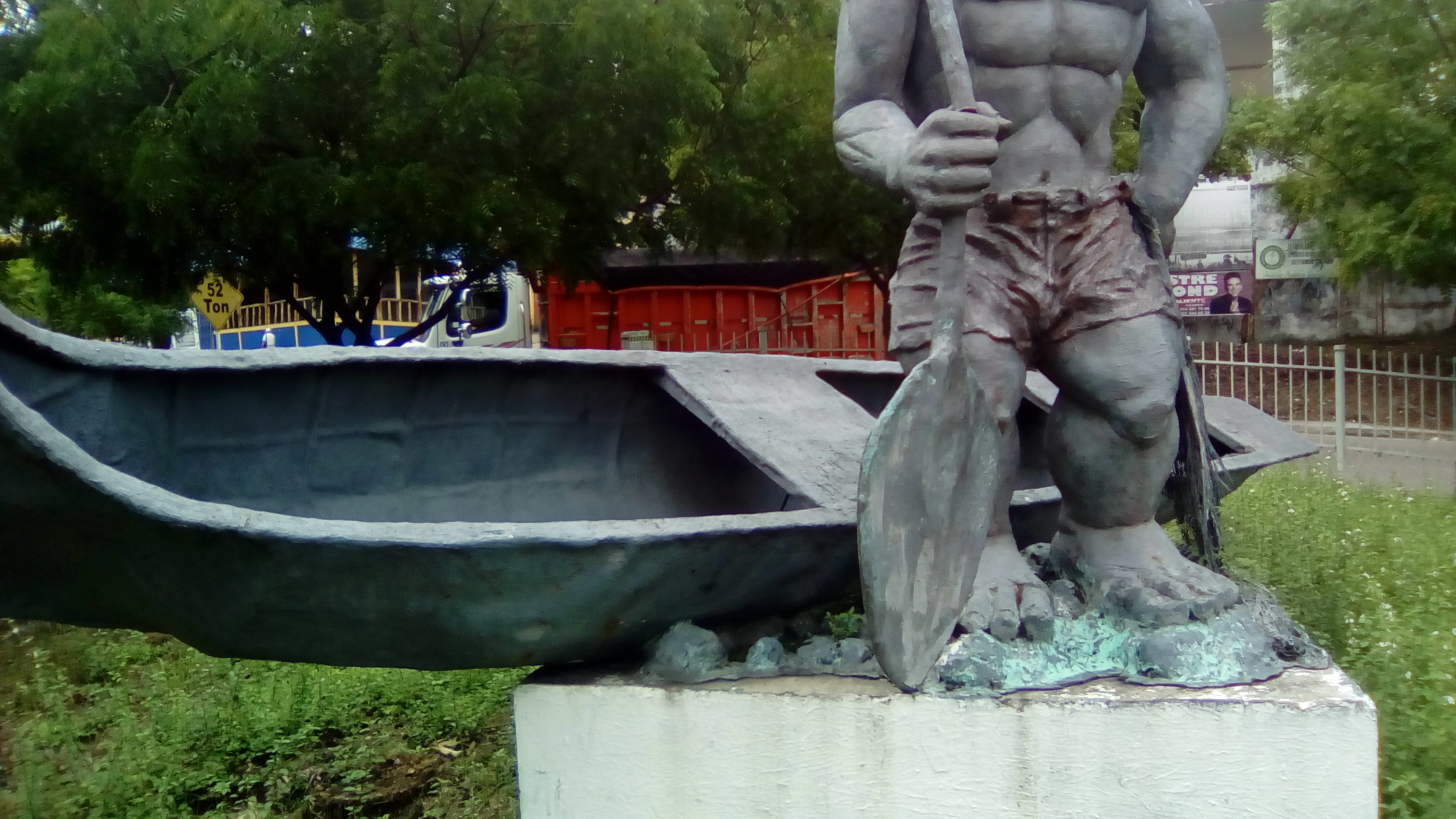
Monumento al Boga de la Libertad
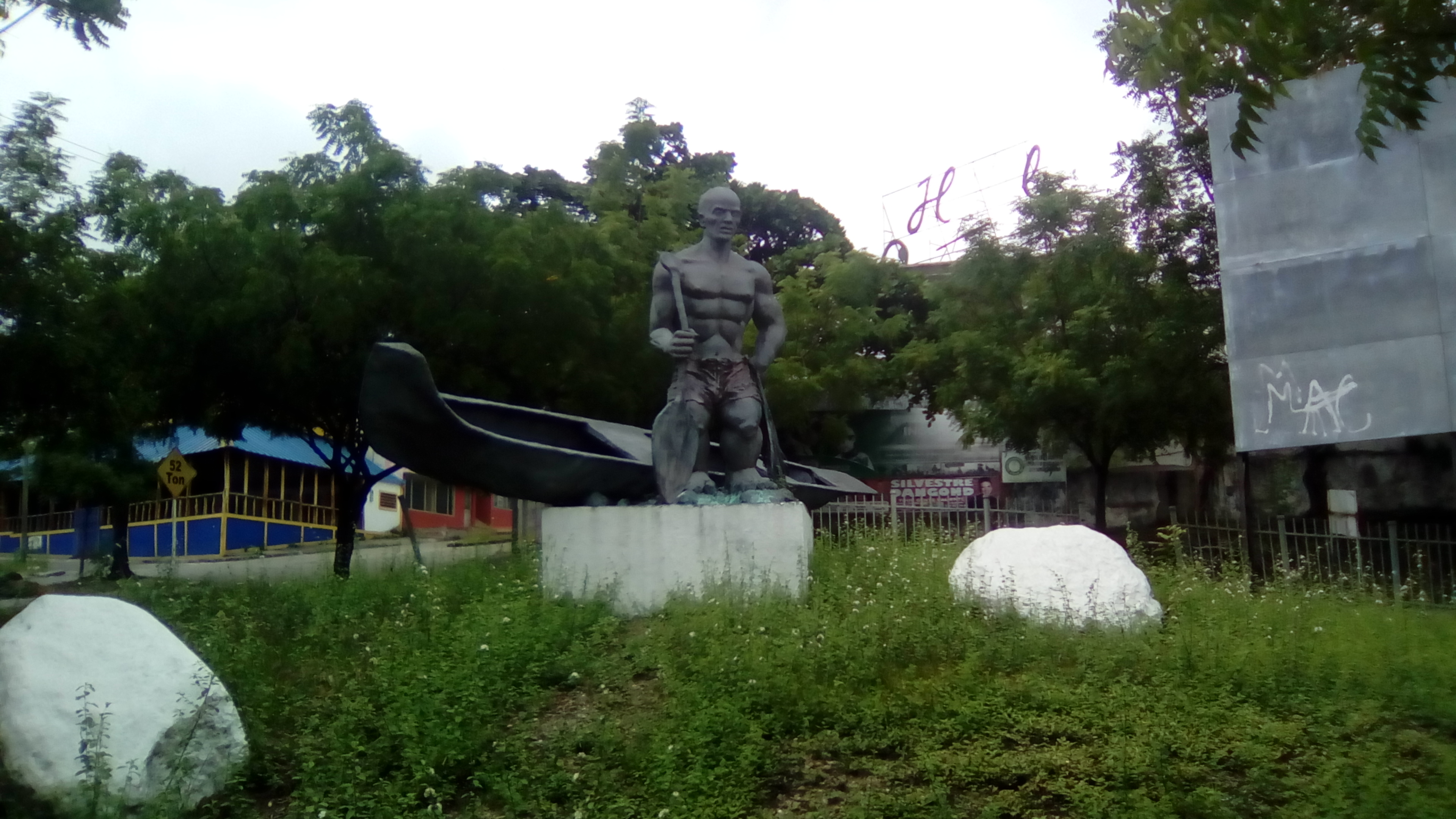
Monumento al Boga de la Libertad
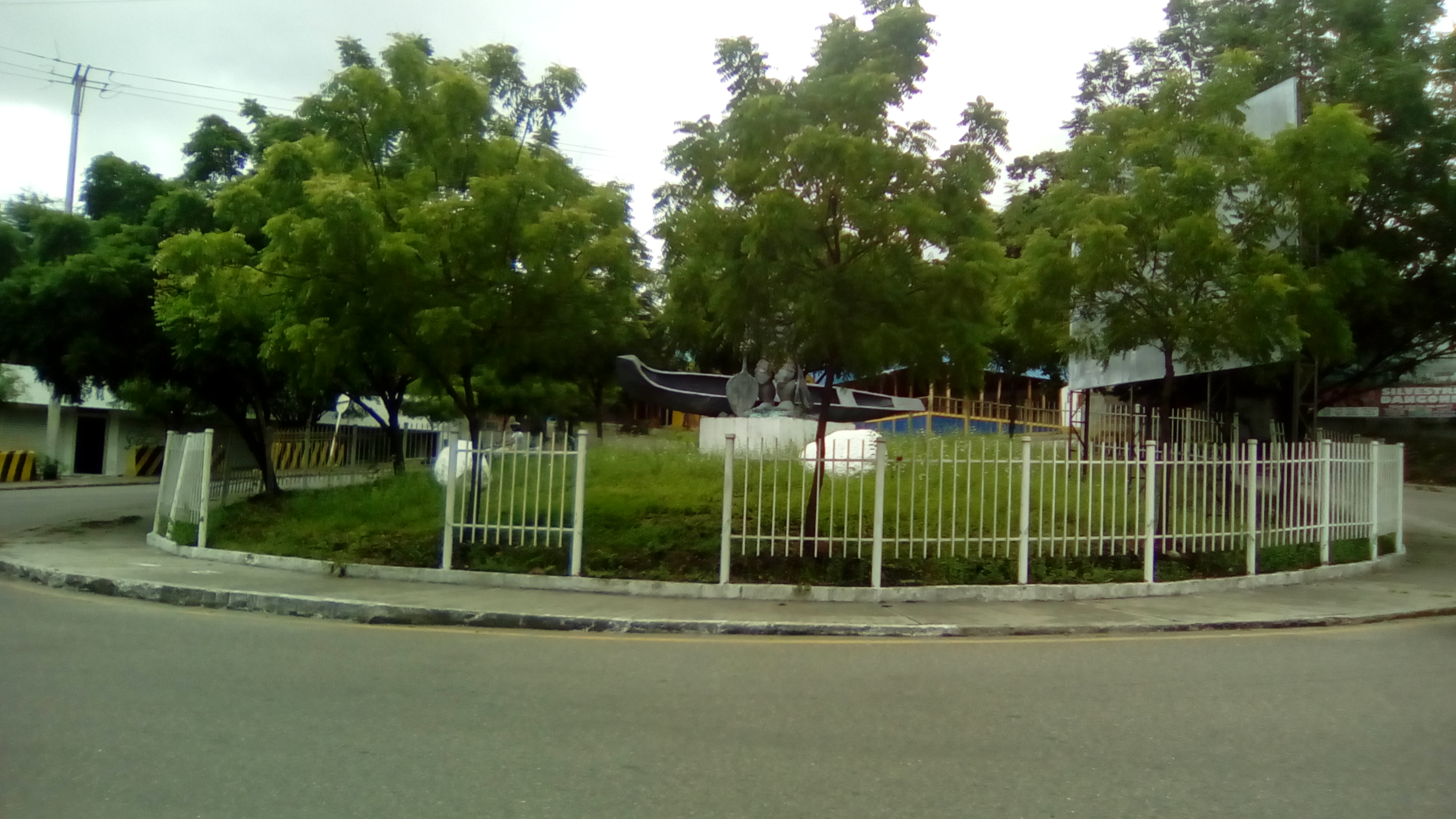
Monumento al Boga de la Libertad
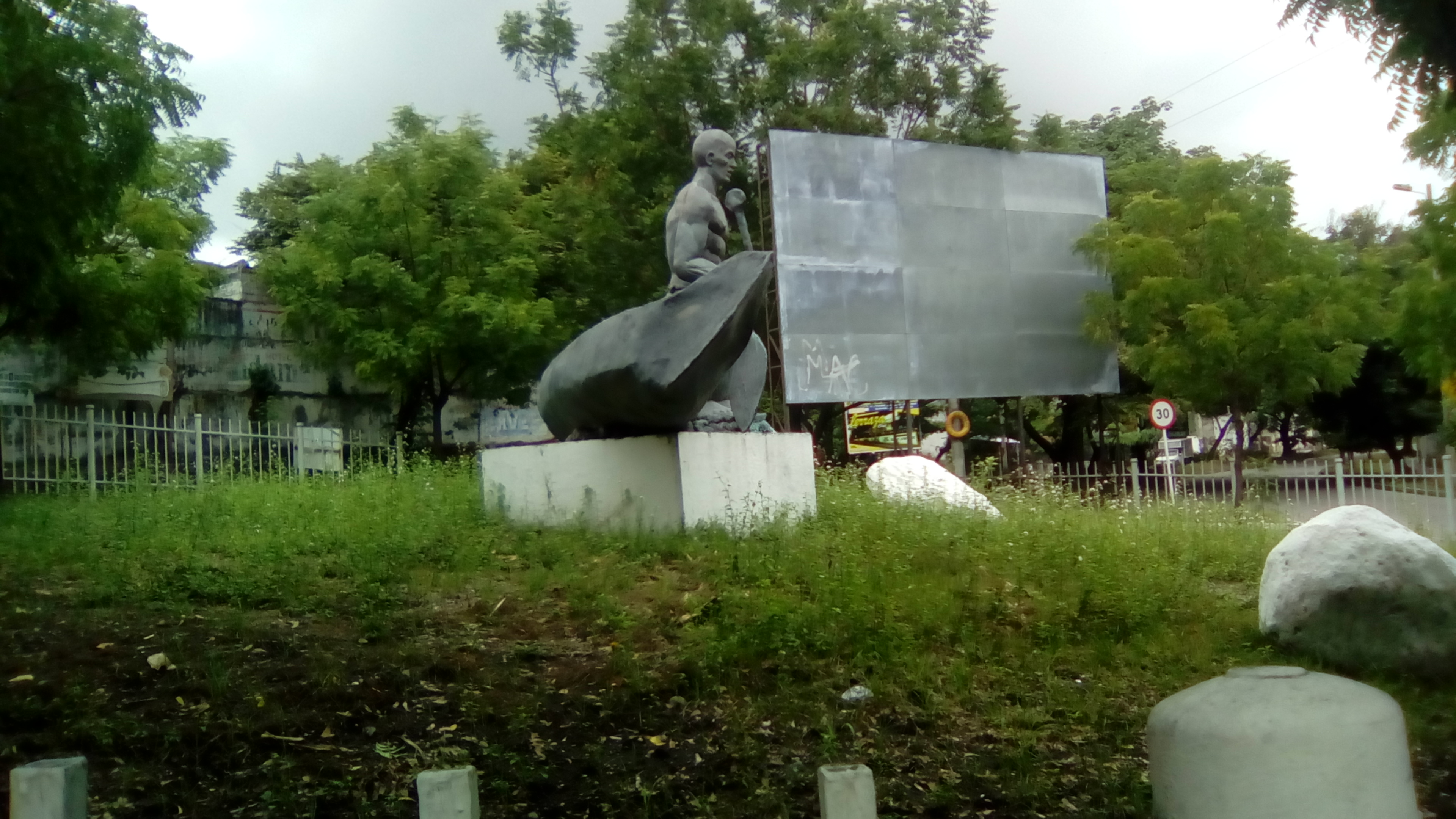